# Tierfriedhof

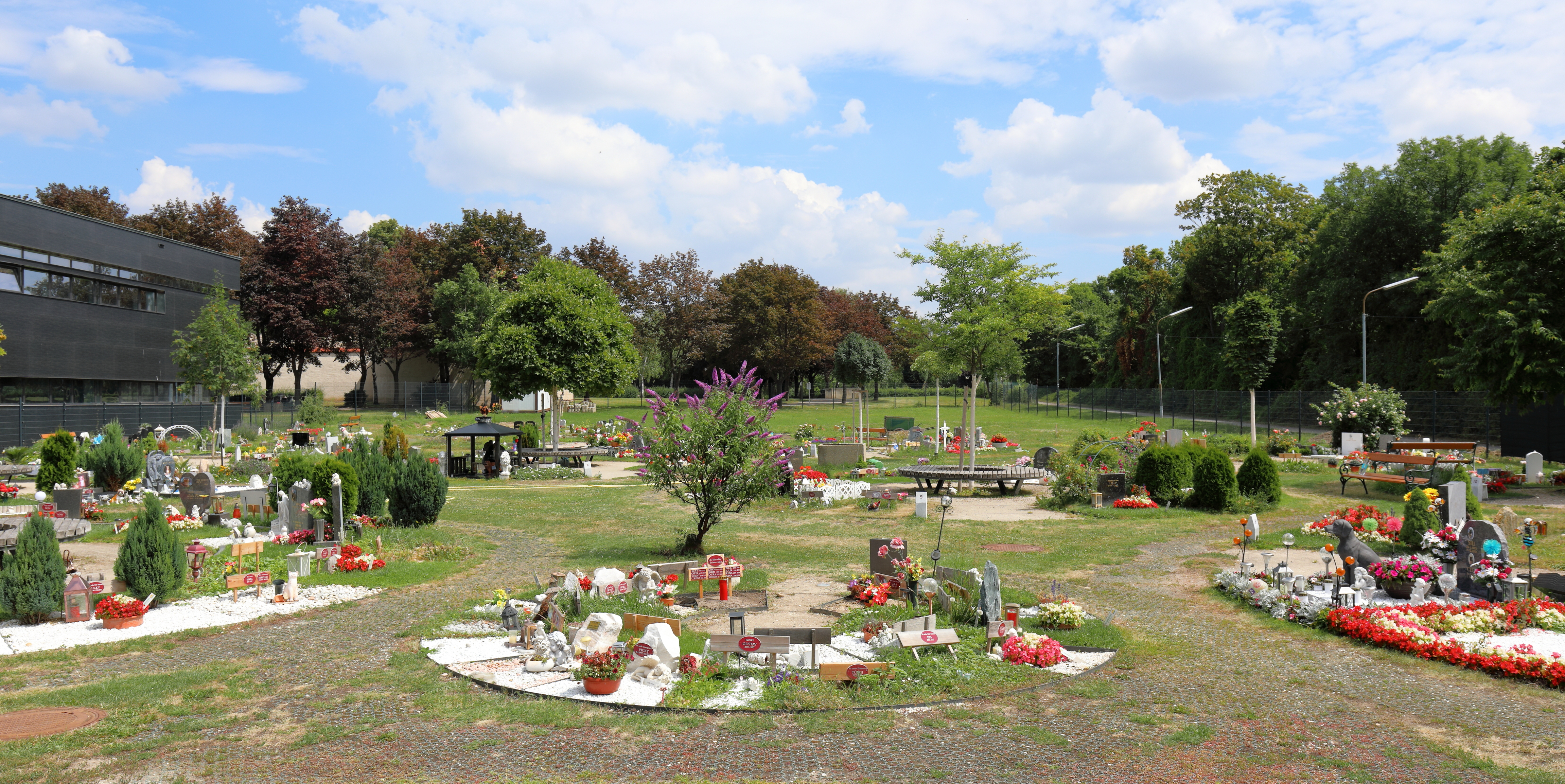
Der erste Wiener Tierfriedhof; 2011 eröffnet

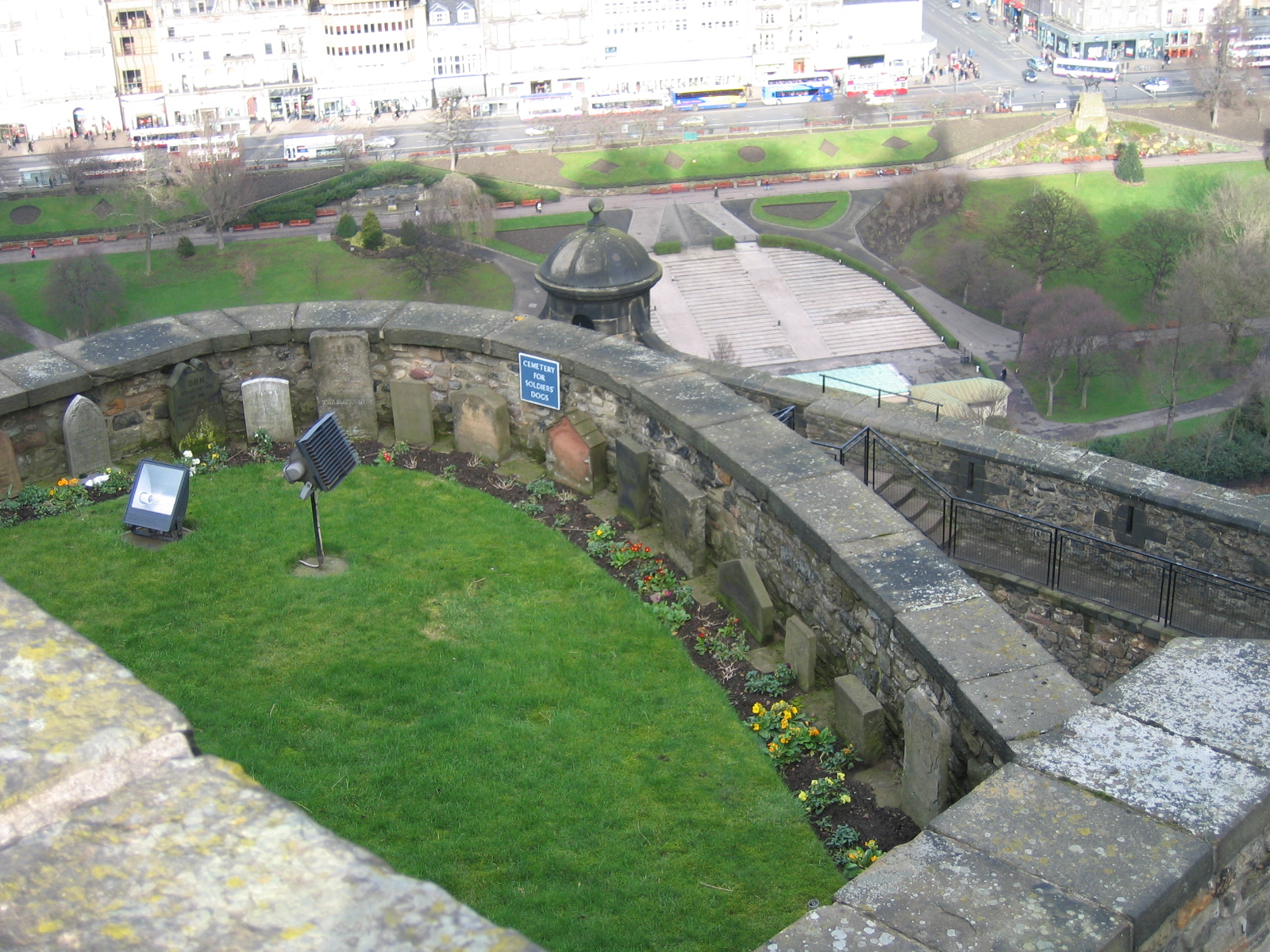
Hundefriedhof in Edinburgh

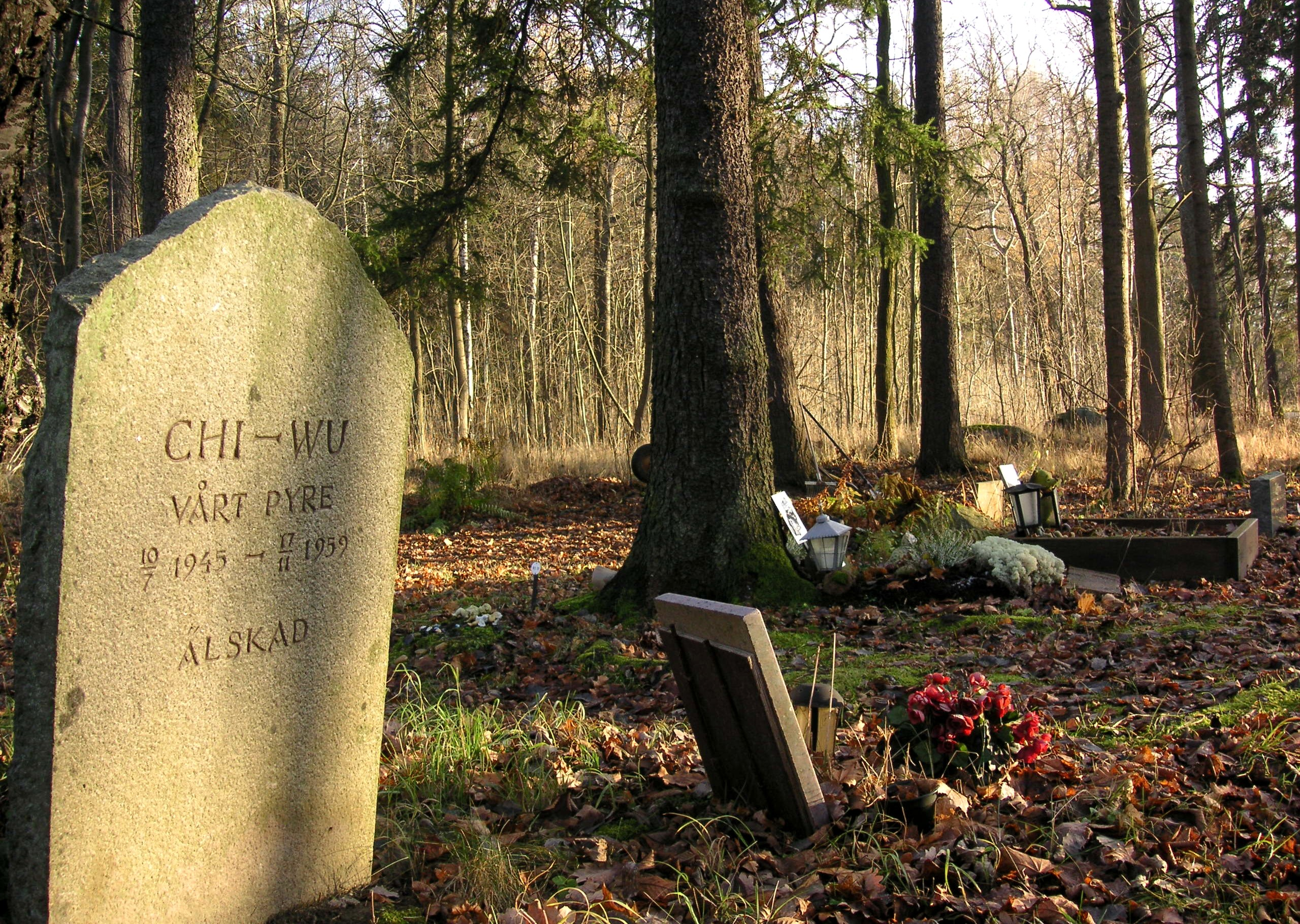
Tierfriedhof in Stockholm

Ein Tierfriedhof ist ein Sonderfall eines Friedhofes, speziell für Tiere. Er befindet sich meist in Trägerschaft einer Gemeinde und steht nur für Tiere aus deren Haushalten offen. Daneben gibt es meist auch privat betriebene Tierfriedhöfe.
Weltweit haben sich Tierfriedhöfe etabliert. Einige Großstädte verfügen über mindestens eine derartige Einrichtung. Die ersten modernen Tierfriedhöfe in Deutschland entstanden etwa Mitte des 19. Jahrhunderts. Bestattet werden größtenteils die klassischen Haustiere wie Hunde oder Katzen, aber auch Zirkustiere oder Pferde. Der weltweit bekannteste und gleichzeitig auch größte Tierfriedhof ist der Hundefriedhof Cimetière des Chiens in Asnières-sur-Seine nördlich von Paris, auf dem nicht nur Hunde, sondern auch Katzen, Kaninchen, Wellensittiche, Pferde und ein Löwe begraben sind.
Analog zur Bestattung toter Menschen erfolgt heute die Tierbestattung in speziell angefertigten Särgen oder in Tierurnen.
Neben den Tierfriedhöfen hat sich in der westlichen Welt vielfach auch die Einäscherung (Kremierung) von Heimtieren in einem speziell dafür errichteten Tierkrematorium durchgesetzt. Rigide Umweltbestimmungen einerseits und der Wunsch vieler Tierbesitzer, die Asche – vielfach auch in einer Urne beigesetzt – bei sich zu wissen oder im eigenen Umfeld zu bestatten, haben die Entstehung von Tierkrematorien begünstigt.
Bei getrennter Kremierung ist die gemeinsame Beisetzung der Urnen mit menschlicher Asche und derjenigen von Haustieren in einem gemeinsamen Grab auf zurzeit zwei Friedhöfen in Deutschland möglich.

## Bestattungsformen
Haustiere können ein Erdgrab (auch mit Sarg und Grabmonument) auf speziellen Tierfriedhöfen oder unter bestimmten Bedingungen (siehe gesetzliche Bestimmungen) auf einem Grundstück in Privatbesitz/-nutzung erhalten. Die (Erd-)Bestattung auf dem eigenen Grundstück ist möglich soweit die Ortssatzung der Stadt/Gemeinde es nicht untersagt. Hierbei muss in der Regel ein Abstand von 3 Metern zur Grundstücksgrenze, und eine Deckschicht von mindestens 50 cm über dem toten Tier eingehalten werden. Ebenso ist die Einäscherung in einem Tierkrematorium möglich. Die Tierurne kann dann eine Erd- oder Seebestattung erfahren, aber auch zu Hause aufbewahrt werden. Auch manche Tierfriedhöfe bieten zur Aufbewahrung der Urne ein Kolumbarium an. Tierfriedhöfe und Tierkrematorien unterhalten oft Leichenwagen, Sarg-/Urnengräber, Grabpflegeverträge, Abschiedsräume und verkaufen Traueraccessoires und Friedhofsartikel (Särge, Tierurnen, Grabschmuck, Grabmonumente etc.).

## Gesetzliche Bestimmungen
Körper toter Tiere sind rechtlich gesehen Sachen, die auf Grund ihrer Beschaffenheit eine Gefahr für Leben und Gesundheit von Menschen darstellen können. Sie sind daher besonderen Behandlungen zu unterziehen.
Rechtsgrundlage ist die Verordnung EG 1069 / 2009 und das Tierische Nebenprodukte-Beseitigungsgesetz.
Die Asche kremierter Tiere ist hinsichtlich ihres Gefährdungspotentials unbedenklich und bedarf keiner zusätzlichen Behandlung.
- Tierbestattungen bedürfen der amtlichen Zulassung durch die örtlich zuständigen Veterinärämter.
- Tierbestattung ist nur mit Einwilligung des Grundstückseigentümers/Nutzungsberechtigten auf einem räumlich eingegrenzten Grundstück zulässig. Alle Regelungen bezüglich des Grundstückes sind in einer Hausordnung an allen Zugängen zum eingegrenzten Grundstück gut sichtbar auszuhängen.
- Grabmonumente dürfen nur mit schriftlicher Einwilligung des Grundstückseigentümers/Nutzungsberechtigten errichtet werden.
- Tierkörper/-aschen dürfen nicht auf öffentlichem Grund, an öffentlichen Wegen / Plätzen, land- und forstwirtschaftlich genutzten Flächen und in der Nähe von Wasserschutzgebieten ver-/begraben oder verstreut werden.
- Tierkörper müssen bei Erdbestattung von mindestens 0,5 Meter Erdreich überdeckt sein.
- Särge, Urnen und sonstige Behältnisse müssen umweltverträglich sein und im Boden verwesen/sich auflösen können.
- Mindestruhezeiten werden nicht durch Gesetze und Verordnungen geregelt; meist sind sie Bestandteil der Verträge mit Tierfriedhöfen.

Bei Auflassungen müssen die im Friedhofsbuch vermerkten Angehörigen der betroffenen Tiere rechtzeitig informiert werden.
Die Beisetzung im eigenen Garten bzw. auf eigenem Grundstück ist an obige Regelungen gebunden, eine Auflassung des Grabes entfällt hier.

## Bekannte Tierfriedhöfe
- Hundefriedhof Barsberge, Sachsen-Anhalt
- Tierfriedhof am Wisenberg, Läufelfingen, Schweiz
- Pferdefriedhof (Sankt Petersburg)
- Cimetière des Chiens, Hundefriedhof in Paris

## Verwandte Themen
- Bubasteion#Katzenfriedhof, ein Fundort mumifizierter Katzen des Alten Ägyptens
- Wasenplatz, ein Ort zur Entsorgung von Tierkadavern